# Nysius sublittoralis
Nysius sublittoralis är en insektsart som beskrevs av Perkins 1912. Nysius sublittoralis ingår i släktet Nysius och familjen fröskinnbaggar. Inga underarter finns listade i Catalogue of Life.